# Берглунд, Патрик
Па́трик Бе́рглунд (швед. Patrik Berglund; 2 июня 1988, Вестерос) — шведский хоккеист клуба «Юргорден», нападающий. Игрок сборной Швеции. Серебряный призёр Олимпийских игр 2014 года, серебряный и бронзовый призёр чемпионатов мира. В первой сборной с 2008 года.
Воспитанник хоккейной школы ХК «Вестерос».
В составе национальной сборной Швеции участник чемпионатов мира 2009 и 2011 годов (16 матчей, 8 +3).
В составе молодёжной сборной Швеции участник чемпионатов мира 2007 и 2008 годов. В составе юниорской сборной Швеции участник чемпионата мира 2006 года.